# مورچه‌مرغ چهچهه‌زن گویان
مورچه‌مرغ چهچهه‌زن گویان (نام علمی: Hypocnemis cantator) نام یک گونه از سرده چهچهه‌زن‌ها است.